# 北部玄駒
北部玄駒（日语：キタサンブラック），是日本純種競賽馬匹，競賽生涯一共奪得七項一級賽，獲得獎金高達18億7684萬3000日圓，並於2020年被選為日本中央競馬會殿堂馬。

## 出賽前
2012年3月10日於北海道日高町梁川牧場誕生。之後被和梁川牧場有多年聯繫的日本著名演歌歌手北島三郎以350萬日圓友情價買下，並以其經營之大野商事之名義進行馬主登錄。據北島所說，買下此馬的原因爲馬匹的眼睛及臉和他本人一樣帥氣。
2013年11月12日，北部玄駒被轉移到北海道新冠町的日高輕種馬共同育成所。
2014年11月16日，交由栗東訓練中心練馬師清水久詞進行訓練。

## 競賽生涯

### 3歲
2015年1月31日，在東京競馬場的3歲新馬賽出戰，騎師爲後藤浩輝，北部玄駒最後直路以凌厲速度奪得冠軍。
2月22日，出戰東京競馬場的500萬賞金以下條件戰，騎師換成北村宏司。雖然爲人氣僅得第九，卻於最後直路發揮水準，以三馬位大勝第二之里見奔騰。
3月3日，出戰中山競馬場之皋月賞前哨戰春季錦標，首次挑戰分級賽。賽事最後關頭，以頸位壓過前一年朝日盃未來錦標冠軍野田金駒，以三連勝姿態獲得皋月賞優先出賽權。
然而，由於陣營考慮北部玄駒體格過大，身體機能需要更多時間進行發育，因而出賽前並未報名參加三冠賽事。當馬主北島三郎得悉北部玄駒獲得優先出賽權後，立即追加200萬日圓補位報名費，北部玄駒才得以出戰皋月賞。

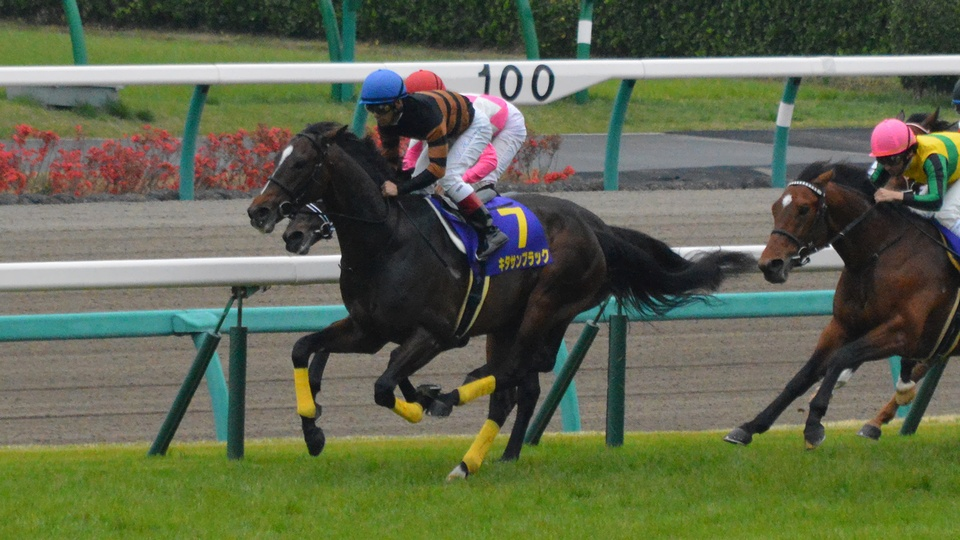
出戰皐月賞的北部玄駒

4月19日，北部玄駒按照計劃出戰皋月賞，因主戰騎師北村宏司被罰暫停比賽，是次比賽改由濱中俊策騎。最後彎道北部玄駒處於第二，雖然不斷發力期望超前，但最終仍然不敵由外檔後上的不撓真鋼和大鳴大放，僅得第三，吞下生涯首個敗仗。

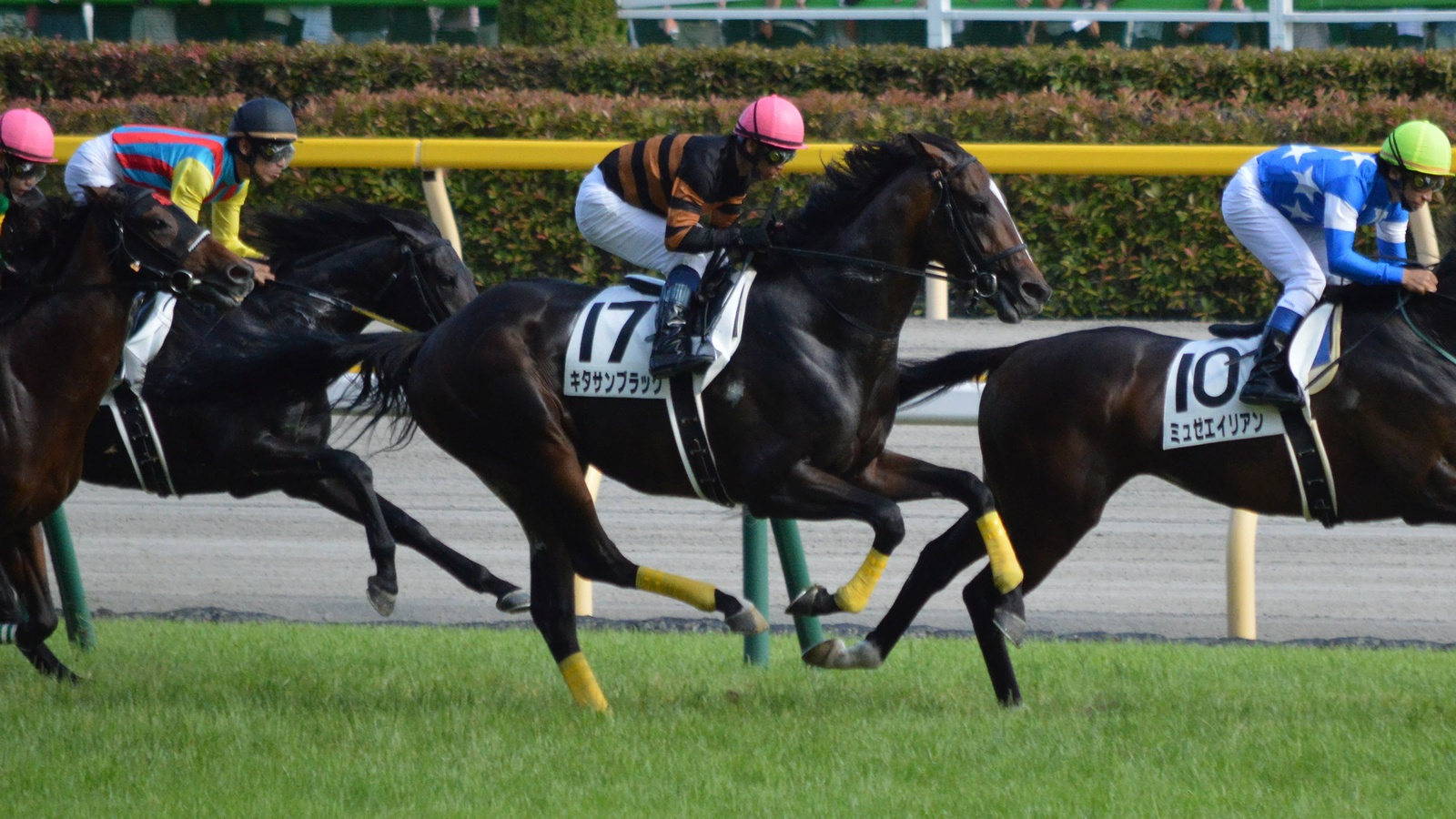
出戰東京優駿（日本打吡）的北部玄駒

5月31日，出戰東京優駿（日本打吡），雖然和皋月賞一樣，一直於賽事途中保持前端位置，在進入最後直路前亦保持第二的優勢，然而在最後直路中失速，以生涯最差之第十四名完成比賽。
打吡後的北部玄駒進入放草，夏休後準備出戰9月21日之菊花賞前哨戰聖烈特紀念。比賽中最後直路以強力姿態壓制天外來客，以第一名完賽並獲得菊花賞優先出賽權。
10月25日，出戰菊花賞，雖然二冠馬大鳴大放因傷缺席，但仍然因打吡大敗之影響，不及天外來客、不撓真鋼等待老對手，僅得第五人氣。賽事中，北部玄駒重拾新馬戰時採用之先差跑法，於途中一直保持於中團位置，直至最後直路才加速進佔內欄位置，以最後600米35.0秒的速度奪得冠軍。此戰不但爲北部玄駒帶來第一個一級賽勝利，亦是馬主北島三郎第一個中央競馬一級賽冠軍。
陣營決定3歲最後一場賽事爲12月27日的有馬紀念，賽前投票爲第三名 ，因主戰騎師北村宏司於12月5日落馬受傷，騎師換成橫山典弘。賽事開頭北部玄駒選擇慢放，一直帶領馬群至第四彎道，可惜最後直路相繼被黃金伶人和萬籟爭鳴超越只得第三。

### 4歲
進入2016年，4歲的北部玄駒第一場比賽爲二級賽之產經大阪盃。而由此戰開始，北部玄駒主戰騎師由北村宏司換成武豐，兩者亦一直夥拍至退役戰。雖然比賽中而慢放戰術一直領先，但在衝線前被鴻鵠大志超越，以頸位落敗。
5月1日，出戰春季天皇賞。比賽中，北部玄駒依舊採取慢放戰術，以1分1.0秒慢速通過頭1000米下，帶領馬群進入第四彎道。雖然最后直路中段一度被機伶迷宮超越，但成功於終點線前爆發底力以平頭姿態衝線，照片判定下，賽會宣佈北部玄駒以4厘米鼻位險勝。
在接下來的寶塚紀念中，因大鳴大放傷瘉復出，北部玄駒屈居第二人氣。是次賽事由大震撼之女勝之石爆冷取勝，而北部玄駒於終點線前再次被大鳴大放超越，獲得第三名。
完成夏季放草後，北部玄駒出戰京都大賞典，以獨贏1.8倍成爲第一人氣，並順利奪冠。
接下來，出戰11月的日本盃。比賽途中一直領放，最大差距達3馬位，以第一名進入最後直路。於最後直路中，距離終點400米的位置，騎師武豐指揮北部玄駒繼續加速，最終以2 1/2馬位輕鬆奪冠。

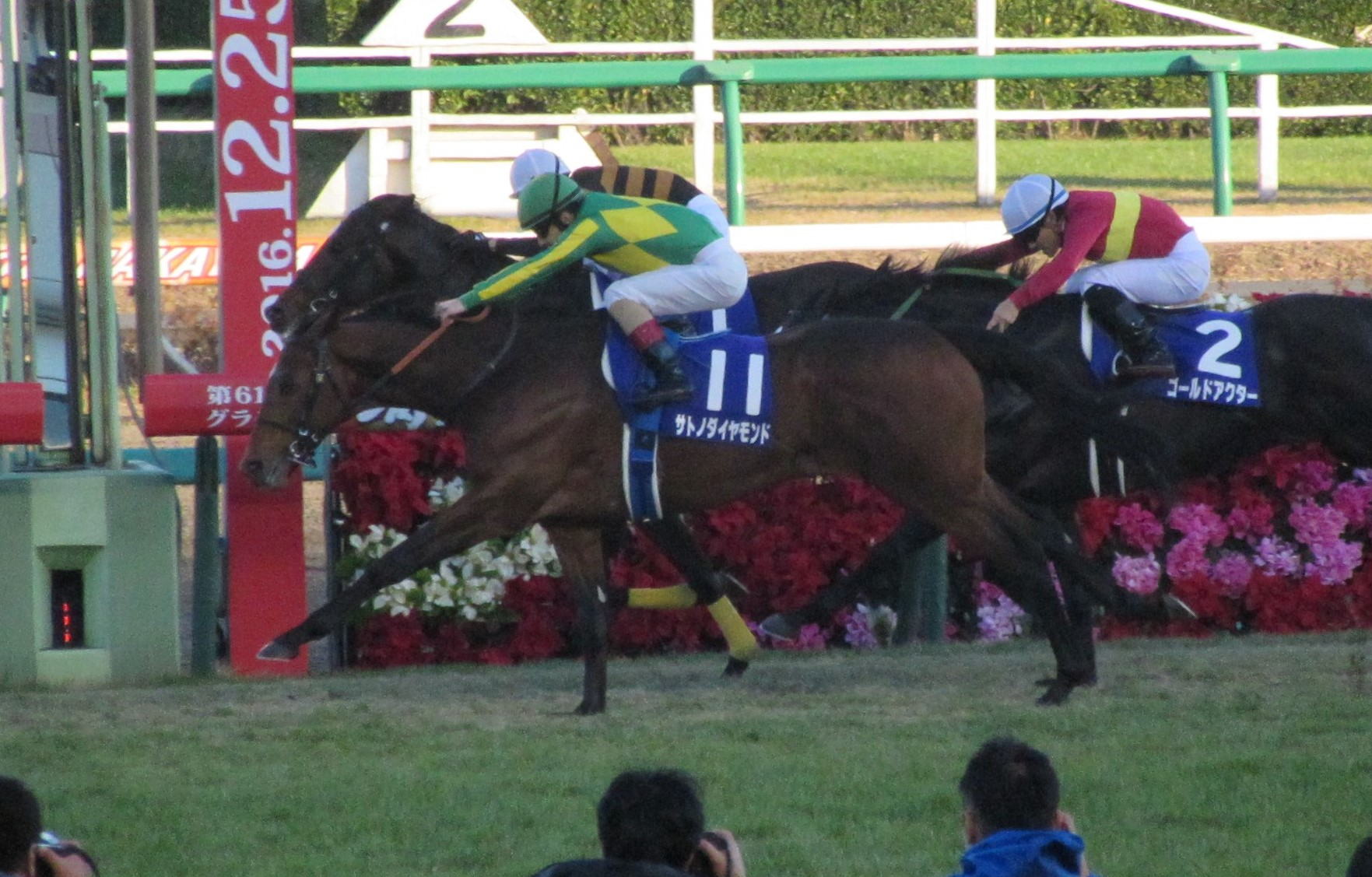
出戰有馬紀念的北部玄駒（內欄）

在此之後，北部玄駒再次挑戰有馬紀念，賽前投票以共收集到137353票位居第一，賽事當天最终則爲2.7倍的第二人氣。比賽開始時依然嘗試領放以拉開優勢，然而另一匹賽駒馬國之巔領放速度更快，將主馬群拋離。隨着賽事進行，馬國之巔因明顯體力不支而沉底，北部玄駒於賽事中段進佔首名，唯最後關頭被同年菊花賞馬里見光鑽超越，再一次遺憾落敗。
2016年北部玄駒以201票當選最佳4歲及以上雄馬及134票當選日本馬王。

### 5歲
2017年的北部玄駒經歷年初放草後，出戰今年升格爲一級賽的大阪盃作爲年度首戰。賽事中，北部玄駒一直處於前段，並於最後直路超越善得福和山勝最強，輕鬆取勝。
之後北部玄駒再次出戰春季天皇賞，以連霸爲目標。本場賽事由山勝雷神進行快放，北部玄駒並未受到影響，按照自己節奏保持均速行進，並於第三彎道加速取得領先。通過第四彎道後，一直保持優勢，並未被從後以上的高尚駿逸和里見光鑽超越，以3分12.5秒衝線奪冠，打破2006年由大震撼創下的紀錄。憑藉是次勝利，北部玄駒成爲繼目白麥昆、好歌劇和超常駿驥之後第四匹連霸春季天皇賞的賽駒。
春季天皇賞後，北部玄駒再次出戰春季古馬三冠最後一關寶塚紀念。然而，一直處於先頭集團的北部玄駒於最後直路突然失速，最後僅得第九，冠軍則爲同世代對手，2016年香港瓶冠軍里見皇冠。亦因是次大敗，馬主北島三郎宣佈放棄遠征凱旋門大賽的決定。
進入2017年秋季，陣營宣佈北部玄駒將完成所有秋季古馬三冠賽事後退役。
10月29日，如計劃一般出戰秋季天皇賞。賽事開始時，北部玄駒所處閘門發生故障，開啟後向內回彈，導致其出遲，因而賽事初段選擇停留中團位置。當日東京競馬場因颱風原因，內欄賽道異常濕滑，於是騎師武豐於第四彎道看準時機，在其他賽駒紛紛往外檔走避時緊貼內欄搶佔頭位，又於領先後迅速折返外檔以避開爛地。最終成功壓制里見皇冠奪得冠軍。憑藉是次勝利，北部玄駒不但繼玉藻十字、特別週、好歌劇和名將森遜後成爲第五匹連霸春秋季天皇賞的賽駒，亦以總計14億9769萬1000日圓獎金超越大震撼成爲日本獎金王第二名（當時第一名爲好歌劇）。
緊接再次出戰日本盃，賽前被評論有望成爲繼2012三冠雌馬貴婦人後第二匹連霸日本盃的賽駒。然而因爲最後直路衝刺途中馬蹄跌落，最終被春季天皇賞手下敗仗高尚駿逸及當年打吡馬金之霸擊敗，奪得第三。

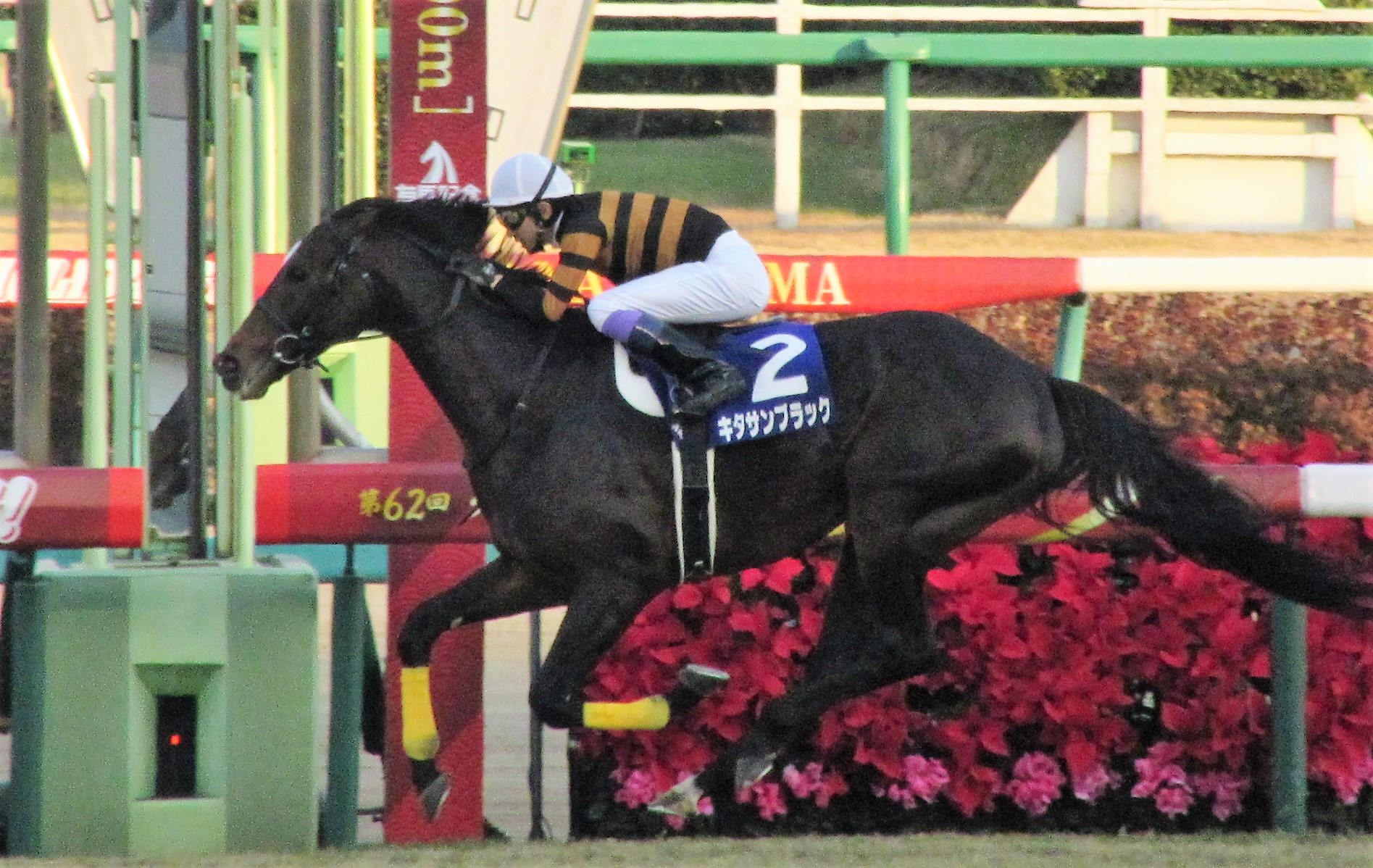
出戰有馬紀念的北部玄駒

12月24日，迎來了的自己的第三次有馬紀念，也是自己的退役戰。賽事中，北部玄駒起步順利，一直領放之下，以領先一個身位的距離進入最後直線。於最後直路，騎師武豐終於加鞭，指揮北部玄駒加速脫離從後以上的高尚俊逸、文雅之士和皇后寶戒，以1 1/2馬位奪冠。北部玄駒衝線時，由現場評述員青嶋達也說出的一句：「但是！這就是！男子漢的謝幕之際！」（しかし！これが！男の！引き際だあああああっ！！！）也被馬迷視爲最好的告別。是次冠軍令北部玄駒成爲魯鐸象徵、好歌劇、大震撼、伏特加和貴婦人后又一匹一級賽七冠馬，亦以總計18億7684萬3000日圓獎金超越好歌劇成爲新一代日本獎金王（此紀錄後來被九冠女王杏目以19億1202萬9900日圓獎金打破）。騎師武豐亦於1990年小栗帽及2006大震撼後，再次策騎馬匹勝出有馬紀念。
同日，第12場比賽完成後，北部玄駒於中山競馬場舉行退役儀式，由馬主北島三郎演唱新發佈歌曲向北部玄駒致意。
2018年1月7日，返回關西的北部玄駒於京都競馬場舉行退役儀式，馬主北島三郎再次演唱歌曲，陣營相關人士，包含兩名主戰騎師北村宏司和武豐均被邀請上台參與，因此由被馬迷稱爲「最後的北部祭典」。
1月9日，日本中央競馬會發表JRA賞結果，北部玄駒以全票290和287票，蟬聯最佳4歲及以上雄馬和日本馬王，继新山、速度象徵、豐洋小子、魯鐸象徵、吉兆、大震撼、伏特加和貴婦人後，第九匹兩度奪得日本馬王殊榮的賽駒。

### 詳細賽績
| 日期       | 舉辦國家 | 馬場 | 距離   | 級別 | 賽事名稱         | 負重 | 騎師     | 馬號 | 出馬 | 名次 | 時間   | 頭馬（二馬）  |
| ---------- | -------- | ---- | ------ | ---- | ---------------- | ---- | -------- | ---- | ---- | ---- | ------ | ------------- |
| 31/1/2015  | 日本     | 東京 | 草1800 |      | 3歲新馬          | 56   | 後藤浩輝 | 14   | 16   | 1    | 2.33.6 | （Mikki Joy） |
| 22/2/2015  | 日本     | 東京 | 草2000 |      | 3歲500萬賞金以下 | 56   | 北村宏司 | 7    | 14   | 1    | 2:01.4 | （里見奔騰）  |
| 22/3/2015  | 日本     | 中山 | 草1800 | GII  | 春季錦標         | 56   | 北村宏司 | 1    | 12   | 1    | 1:49.1 | （不撓真鋼）  |
| 19/4/2015  | 日本     | 中山 | 草2000 | GI   | 皋月賞           | 57   | 濱中俊   | 7    | 15   | 3    | 1:58.8 | 大鳴大放      |
| 31/5/2015  | 日本     | 東京 | 草2400 | GI   | 東京優駿         | 57   | 北村宏司 | 17   | 18   | 14   | 2:25.5 | 大鳴大放      |
| 21/9/2015  | 日本     | 中山 | 草2200 | GII  | 聖烈特紀念       | 56   | 北村宏司 | 13   | 15   | 1    | 2:13.8 | （天外來客）  |
| 25/10/2015 | 日本     | 京都 | 草3000 | GI   | 菊花賞           | 57   | 北村宏司 | 4    | 18   | 1    | 3:03.9 | （不撓真鋼）  |
| 27/12/2015 | 日本     | 中山 | 草2500 | GI   | 有馬紀念         | 55   | 橫山典弘 | 11   | 16   | 3    | 2:33.1 | 黃金伶人      |
| 3/4/2016   | 日本     | 阪神 | 草2000 | GII  | 產經大阪盃       | 58   | 武豐     | 7    | 11   | 2    | 1:59.3 | 鴻鵠大志      |
| 1/5/2016   | 日本     | 京都 | 草3200 | GI   | 春季天皇賞       | 58   | 武豐     | 1    | 18   | 1    | 3:15.3 | （機伶迷宮）  |
| 26/6/2016  | 日本     | 阪神 | 草2200 | GI   | 寶塚紀念         | 58   | 武豐     | 3    | 17   | 3    | 2:12.8 | 勝之石        |
| 10/10/2016 | 日本     | 京都 | 草2400 | GII  | 京都大賞典       | 58   | 武豐     | 1    | 10   | 1    | 2:25.5 | （天帝頌）    |
| 27/11/2016 | 日本     | 東京 | 草2400 | GI   | 日本盃           | 57   | 武豐     | 1    | 17   | 1    | 2:25.8 | （萬籟爭鳴）  |
| 25/12/2016 | 日本     | 中山 | 草2500 | GI   | 有馬紀念         | 57   | 武豐     | 1    | 16   | 2    | 2:32.6 | 里見光鑽      |
| 2/4/2017   | 日本     | 阪神 | 草2000 | GI   | 大阪盃           | 57   | 武豐     | 5    | 14   | 1    | 1:58.9 | （善得福）    |
| 30/4/2017  | 日本     | 京都 | 草3200 | GI   | 春季天皇賞       | 58   | 武豐     | 3    | 17   | 1    | 3:12.5 | （高尚駿逸）  |
| 25/6/2017  | 日本     | 阪神 | 草2200 | GI   | 寶塚紀念         | 58   | 武豐     | 10   | 11   | 9    | 2:12.7 | 里見皇冠      |
| 29/10/2017 | 日本     | 東京 | 草2000 | GI   | 秋季天皇賞       | 58   | 武豐     | 7    | 18   | 1    | 2:08.3 | （里見皇冠）  |
| 26/11/2017 | 日本     | 東京 | 草2400 | GI   | 日本盃           | 57   | 武豐     | 4    | 18   | 3    | 2:23.9 | 高尚駿逸      |
| 24/12/2017 | 日本     | 中山 | 草2500 | GI   | 有馬紀念         | 57   | 武豐     | 2    | 16   | 1    | 2:33.9 | （皇后寶戒）  |

## 退役後
2020年6月9日北部玄駒被選出為日本中央競馬會第34匹殿堂馬，在196票當中取得158票。
退役後，北部玄駒成爲了配種馬，於社台Stallion Station休養，在2018年進行配種，配種費爲500萬日圓。第一匹馬在2019年1月21日在北部牧場出生。第一批子嗣可於2021年出賽，在7月18日已經有中央的賽駒在新馬賽中取勝。11月20日，春秋分在東京體育杯兩歲錦標取勝，成為首匹在分級賽取勝的子嗣。2022年10月30日，春秋分於秋季天皇賞取勝，成為首匹勝出一級賽的北部玄駒子嗣，亦達成父子秋季天皇賞制霸。12月25日，春秋分再於有馬紀念取勝，再次達成一級賽父子制霸。2023年4月16日，初日高升於皋月賞以凌厲後上姿態取勝，成功彌補其當年錯失此賽事的遺憾。2025年6月1日，北十字星於東京優駿取勝，成功彌補其當年錯失此賽事的遺憾。

### 主要子嗣

#### 一級賽優勝子嗣
粗體字為一級賽
2019年生
- 盈寶威神（杜若紀念、水星盃、白山大賞典、日本育馬場盃經典賽）
- 春秋分（東京體育盃兩歲錦標、兩次秋季天皇賞、有馬紀念、 杜拜司馬經典賽、寶塚紀念、日本盃）
- Ecoro Duel（京都跳欄錦標、中山跳欄大賽）

2020年生
- 初日高升（京成盃、皋月賞）

2022年生
- 北十字星（東京體育盃兩歲錦標、希望錦標、東京優駿）

#### 分級賽優勝子嗣
2019年生
- 地神力（聖烈特紀念）

2020年生
- 拉威爾（月神錦標、挑戰盃）
- Skilfing（青葉賞）
- Uncle Black（京都跳欄賽）

2021年生
- 愛祭典（福島牝馬錦標）
- 粉艷杜鵑（紫苑錦標）

2022年生
- 里見歡騰（函館兩歲錦標）
- 玄小駒（春季錦標）

## 血統簡介
父系Black Tide雖然只得22戰3勝，但血統不俗，爲大震撼的全兄。祖父週日寧靜爲美國三冠賽雙軍馬，退役後在日本配種，其子嗣贏得巨額獎金。連續12年成為日本冠軍種馬。
母系Sugar Heart因屈腱炎病患，並未出戰任何賽事，直接成爲繁殖雌馬。外祖父爲短途賽事王者，於1993及1994年連霸短途馬錦標的櫻花進王。

### 血統表
| 父線：週日寧靜系（Halo系）                 |                             |                 |                 |
| 種馬 Black Tide 2001年（深棗色）           | 週日寧靜 1986年（棕色）     | Halo            | Hail to Reason  |
| 種馬 Black Tide 2001年（深棗色）           | 週日寧靜 1986年（棕色）     | Halo            | Cosmah          |
| 種馬 Black Tide 2001年（深棗色）           | 週日寧靜 1986年（棕色）     | Wishing Well    | Understanding   |
| 種馬 Black Tide 2001年（深棗色）           | 週日寧靜 1986年（棕色）     | Wishing Well    | Mountain Flower |
| 種馬 Black Tide 2001年（深棗色）           | 風中秀髮 1991年（棗色）     | Alzao           | 利法爾          |
| 種馬 Black Tide 2001年（深棗色）           | 風中秀髮 1991年（棗色）     | Alzao           | Lady Rebecca    |
| 種馬 Black Tide 2001年（深棗色）           | 風中秀髮 1991年（棗色）     | Burghclere      | Busted          |
| 種馬 Black Tide 2001年（深棗色）           | 風中秀髮 1991年（棗色）     | Burghclere      | Highclere       |
| 繁殖雌馬 Sugar Heart 2005年（棗色）        | 櫻花進王 1989年（棗色）     | Sakura Yutaka O | Tesco Boy       |
| 繁殖雌馬 Sugar Heart 2005年（棗色）        | 櫻花進王 1989年（棗色）     | Sakura Yutaka O | Angelica        |
| 繁殖雌馬 Sugar Heart 2005年（棗色）        | 櫻花進王 1989年（棗色）     | Sakura Hogaromo | 北方風味        |
| 繁殖雌馬 Sugar Heart 2005年（棗色）        | 櫻花進王 1989年（棗色）     | Sakura Hogaromo | Clear Amber     |
| 繁殖雌馬 Sugar Heart 2005年（棗色）        | Otome Gokoro 1990年（棕色） | Judge Angelucci | Honest Pleasure |
| 繁殖雌馬 Sugar Heart 2005年（棗色）        | Otome Gokoro 1990年（棕色） | Judge Angelucci | Victoria Queen  |
| 繁殖雌馬 Sugar Heart 2005年（棗色）        | Otome Gokoro 1990年（棕色） | Tizly           | 利法爾          |
| 繁殖雌馬 Sugar Heart 2005年（棗色）        | Otome Gokoro 1990年（棕色） | Tizly           | Tizna           |
| 雌系：號族：9-g                            |                             |                 |                 |
| 五代內近親交配：利法爾 4×4、北地舞人 5×5×5 |                             |                 |                 |

## 命名由來
名字中，Kitasan（キタサン）是馬主北島三郎的冠名，取自其本人姓氏和名字的第一個字「北」（キタ）和「三」（サン），香港則偏向使用意譯，翻譯为「北部」；Black（ブラック）即是黑色，聯想自其父系Black Tide的名字，香港則用同樣代表黑色的「玄」再結合代表馬的「駒」去進行翻譯。

## 外部連結
- 北部玄駒 netkeiba.com
- 血統表